# Kalhov
Obec Kalhov (německy Kalhau) se nachází v okrese Jihlava v Kraji Vysočina, 14 km severozápadně od Jihlavy. Žije zde 124 obyvatel.

## Název
Název se vyvíjel od varianty Calov (1226), Kalhow (1360), Kathow (1486), Kalhoff (1602), Kalchow (1654), Gallhof a Kallhau (1787), Kalhau a Galthof (1843), Kalthof (1854) až k podobě Kalhov v roce 1886. Místní jméno má dva výklady. Pravděpodobnější je Galt-hof – jalový dvůr, tedy dvůr pro chov jalovic. Možný je i vznik z Kalthof, což znamenalo studený dvůr.

## Historie
První písemná zmínka o obci pochází z roku 1226.

## Přírodní poměry
Kalhov leží v okrese Jihlava v Kraji Vysočina. Nachází se 1,5 km jihozápadně od Velešova, 3 km západně od Větrného Jeníkova, 2,5 km severně od Branišova, 2,5 km východně od Ústí a 5 km jihovýchodně od Krasoňova. Geomorfologicky je oblast součástí Křemešnické vrchoviny a jejího podcelku Humpolecká vrchovina, v jejíž rámci spadá pod geomorfologický okrsek Jeníkovská vrchovina. Průměrná nadmořská výška činí 660 metrů. Nejvyšší bod, Strážník (713 m n. m.), leží na jižní hranici katastru. Severně od obce stojí Kalhovský vrch (693 m n. m.). Obcí protéká Hejšťský potok. Část území přírodní památky Hajnice zasahuje i do katastru Kalhova.

## Obyvatelstvo
Podle sčítání 1921 zde žilo v 41 domech 214 obyvatel, z nichž bylo 114 žen. 214 obyvatel se hlásilo k československé národnosti. Žilo zde 211 římských katolíků a 2 příslušníci Církve československé husitské.
| Rok            | 1869 | 1880 | 1890 | 1900 | 1910 | 1921 | 1930 | 1950 | 1961 | 1970 | 1980 | 1991 | 2001 | 2006 | 2014 |
| Počet obyvatel | 229  | 270  | 251  | 238  | 254  | 214  | 213  | 170  | 172  | 159  | 148  | 123  | 117  | 126  | 119  |

## Obecní správa a politika

### Zastupitelstvo a starosta
Obec má sedmičlenné zastupitelstvo, v jehož čele od roku 1994 stojí starosta Zdeněk Dvořák.
| Období    | Voliči | Účast v % | Mandáty | Starosta      |
| --------- | ------ | --------- | ------- | ------------- |
| 2006–2010 | 105    | 78,10     | 5       | Zdeněk Dvořák |
| 2010–2014 | 101    | 71,29     | 7       | Zdeněk Dvořák |
| 2014–2018 | 103    | 73,79     | 7       | Zdeněk Dvořák |

### Znak a vlajka
Právo užívat znak a vlajku bylo obci uděleno rozhodnutím Poslanecké sněmovny Parlamentu České republiky dne 20. ledna 2005. Znak: V červeno-zeleně polceném štítě stříbrný zvon provázený dvěma svěšenými zlatými lipovými listy, dole vztyčený zlatý gotický dvojklíč. Vlajka: List tvoří čtyři svislé pruhy, žlutý, červený, zelený a žlutý, v poměru 1:2:2:1. Uprostřed bílý zvon nad vztyčeným žlutým gotickým dvojklíčem. Poměr šířky k délce listu je 2:3.

## Hospodářství a doprava
Obcí prochází silnice II. třídy č. 523 z Ústí a komunikace III. třídy č. 13110 do Velešova. Dopravní obslužnost zajišťují dopravci ICOM transport a ZDAR. Autobusy jezdí ve směrech Humpolec, Ústí, Větrný Jeníkov, Jihlava, Dudín, Ledeč nad Sázavou, Žďár nad Sázavou, Polná, Nížkov a Humpolec.

## Školství, kultura a sport
Místní děti dojíždějí do základní školy ve Větrném Jeníkově. sbor dobrovolných hasičů Kalhov byl založen v roce 1902.

## Pamětihodnosti
- Kaplička na návsi
- Pamětní kámen